# 김선우 (배우)
김선우(1984년 5월 3일 ~ )는 대한민국의 배우이다.

## 학력
- 영동고등학교
- 서경대학교 연극영화과

## 드라마
- 1991년 KBS2 《형》- 어린 김동식 역
- 1992년 KBS2 《KBS 드라마게임 - 달팽이집》- 영민 역
- 1993년 SBS 《오박사네 사람들》
- 1993년 KBS2 《KBS 드라마게임 - 미운 일곱살》- 용남 역
- 1994년 MBC 《서울의 달》- 권상국 역
- 1995년 KBS2 《KBS 드라마게임 - 병아리》- 우용 역
- 2008년 MBC 《그분이 오신다》
- 2013년 tvN 《나인: 아홉 번의 시간여행》

## 영화
- 1992년 이혼하지 않은 여자
- 1992년 미녀와 야수
- 1992년 돌아오라 개구리 소년
- 1994년 우연한 여행
- 1994년 라이온 킹 - 유년 심바(성우) 역
- 1995년 피노키오 - 피노키오(성우) 역
- 2011년 글러브 - 박종우 역